# 結城氏朝 (白河氏)
結城 氏朝（ゆうき うじとも）は、室町時代の武将。白河結城氏5代当主。

## 略歴
那須氏12代当主・那須資之の子である那須資朝の子として誕生。白河結城氏4代当主・結城満朝の養子となり家督を継いだ。当初は鎌倉公方・足利持氏に従っていたが、正長元年（1428年）に奥州宇多庄を巡り相馬氏・石川氏及び両氏を支援する持氏と対立すると、室町幕府と篠川公方・足利満直と結びつく。また、実家の那須氏が持氏に攻撃されたことも鎌倉府から離れる原因となり、翌永享元年（1429年）に二つの紛争を幕府の仲裁で収め、京都扶持衆になるなど幕府に接近、永享10年（1438年）の永享の乱においては幕府と上杉憲実に味方し持氏と敵対した。
小峰氏5代当主・小峰朝親の子である直朝を養子として迎えている。